# リチャード・スミス (大陸会議代表)
リチャード・スミス（英: Richard Smith、1735年3月22日-1803年9月17日）は、ニュージャージー植民地バーリントン出身の弁護士、政治家であり、大陸会議ではニュージャージー代表を務めた。

## 伝記
スミスはバーリントンで生まれた。家庭教師に教育された後にクエーカー教徒の学校で学び、法律を勉強した。1762年に法廷弁護士として認められ、まずペンシルベニア植民地フィラデルフィアで、後にバーリントンで法律実務を行った。1762年12月7日にはバーリントンの郡事務官に任命された。
1774年7月23日から第一次大陸会議のニュージャージー植民地代表に選ばれ、辞任する1776年6月12日まで務めた。この間に同盟規約には署名したが、アメリカ独立宣言が採択する前に辞めたので署名はしていない。1776年にニュージャージー邦立法委員会（現在のニュージャージー州上院）議員となり、同邦財務官に選出されて辞任する1777年2月15日まで務めた。スミスは1790年にニューヨーク州ローレンスに移転し、その後1799年にはフィラデルフィアに移った。1803年9月17日、スミスはナチェズの近くで死に、ナチェズ墓地に葬られている。